# 제니퍼 클라이드
제니퍼 클라이드(Jennifer Clyde, 1974년 1월 31일~ )는 미국에서 활동하는 미국 출신의 방송인이다. 미국인 아버지와 한국인 어머니 사이에서 태어난 한국계 미국인이다.

## 생애
1974년 미국 펜실베이니아주에서 출생하였다. 서울국제학교를 졸업하고 뉴욕의 파슨스 디자인대학교와 홍익대학교 산업디자인과를 나왔다. 아리랑국제방송 리포터로 방송일을 처음 시작했다. 현재 아리랑, EBS의 방송국에서 영어 관련 프로그램에 출연하고 있다.

## 경력

### 안내방송
- 지하철 안내 방송 (영어방송)
- 수도권 전철 1호선 ~ 8호선 (서울교통공사)
- 서울 지하철 9호선
- 부산 도시철도
- 대구 도시철도
- 광주 도시철도
- 서울시티투어버스
- 용인 경전철
- 의정부 경전철
- 공항철도 홍대입구역 안내방송
- 부산 도시철도 승강장 안내방송
- 대구 도시철도 승강장 안내방송
- 서울시내버스의 영문 안내 방송 성우
- 기타 안내방송
- SK텔레콤, 대한항공, 아시아나항공 등의 영문연결음
- 베스킨라빈스의 영문 발음: "베스킨라빈스 써티 원."
- 금호고속과 금호속리산고속 안내방송

T전화 국제전화입니다. 안내서비스
- JR 야마노테선 메구로역 영어 안내방송

### 기타
- RADIO
- Travel Bug (Arirang Radio)
- Golden Goodies (Arirang Radio)
- 귀가 트이는 영어 (EBS Radio)
- Morning Special (EBS Radio)
- 입이 트이는 영어 (EBS Radio)

- TV
- 생활영어 (EBSe TV)
- 생방송 아침햇살 (TBS TV)
- Winning Choice (Arirang TV)
- Company Closeup (Arirang TV)
- Click Digital Korea (Arirang TV)
- Cuisine Korea (Arirang TV)
- E-Sports Magazine (Arirang TV)
- Heart To Heart (Arirang TV)
- Real Life Speaking (EBS TV)
- 영어회화 365 (EBSe TV)
- OPIc 초금 (Winglish)
- Bye Bye 왕초보 영어독해 (Winglish) 동영상 강좌
- Speak Out English (Winglish) 동영상 강좌
- Speaking Master Class (능률교육) 동영상 강좌
- Business 영어 (능률교육)
- 한달에 끝내는 신기한 회화 발음법
- OPIc 따라잡기
- 마더텅의 영어 듣기 교재 성우
- 싱싱 손자병법 (KBS2)

## 같이 보기
- 리사 켈리(Lisa Kelley)
- 제니퍼 영 위스너(Jennifer Young Wisner)
- 김디에나(Deanna Yong Hendrickson, Kim Deanna)
- 리아(Leah Kim Thompson)
- 강희선